# În timp

Afișul original al filmului

În timp (denumire originală In Time, denumit anterior Now și I'm.mortal) este un film științifico-fantastic distopic din 2011 cu Justin Timberlake, Amanda Seyfried, Cillian Murphy, Olivia Wilde, Alex Pettyfer, Johnny Galecki și Vincent Kartheiser în rolurile principale. Filmul, scris și regizat de Andrew Niccol, a avut premiera pe 28 octombrie 2011.

## Povestea
Din 2161, modificarea genetică a permis omenirii să se oprească din îmbătrânire de la 25 de ani. Datorită îngrijorărilor în ceea ce privește suprapopularea planetei, oamenii trebuie să câștige mai mult timp după 25 de ani sau mor într-un termen de un an, asta dacă nu au făcut între timp datorii din acest 1 an. „Timpul de viață” individual, care poate fi transferat între indivizi, a înlocuit banul și apare ca un implant pe brațul inferior la toți oamenii. Dacă ceasul cuiva ajunge la zero, persoana respectivă va muri instantaneu. Societatea este împărțită în clase sociale care trăiesc în diferite „Zone de timp”. Săracii trăiesc în ghetouri ca în Dayton și trebuie să lucreze în fiecare zi pentru a câștiga câteva ore în plus de viață cu care trebuie să și trăiască dar și să plătească necesitățile de zi cu zi: mâncare, chirie, etc. Bogații trăiesc într-o zonă de lux, New Greenwich, conduc mașini electrice rapide și pot trăi pentru totdeauna în funcție de timpul pe care l-au dobândit.
Will Salas (Justin Timberlake), un muncitor la fabrică în vârstă de 28 de ani, locuiește cu mama sa de 50 de ani, Rachel (Olivia Wilde), în ghetouri. Într-o zi, Will și cu prietenul său de 29 de ani, Borel (Johnny Galecki) îl salvează pe Henry Hamilton (Matt Bomer), un bogătaș de 105 ani, de la a fi jefuit de ani de către o bandă de hoți de timp. Hamilton este atacat de Fortis (Alex Pettyfer), șeful de 75 de ani al unei bande locale numită Minutemen. Will îl ascunde pe Hamilton într-un depozit și acesta îi spune că s-a plictisit de viață deoarece „Pentru ca puțini oameni să fie nemuritori mulți trebuie să moară”. Dimineața, Hamilton îi dă tot timpul său de 116 ani lui Will care încă doarme și apoi se duce pe un pod să aștepte să moară în câteva secunde pe care le mai păstrase. Mai exact 5 minute după ce a realizat transferul pe ceasul lui Will. În momentul în care Will sa trezit .. a realizat ca are pe ceas un secol .. și îl observă pe Hamilton stând pe un pod gata să moară. Mesajul pe fereastră a fost scurt și la obiect „Nu îmi irosi timpul”. Will fuge spre pod, dar ajunge după momentul în care Hamilton a decedat și este surprins de către o cameră de supraveghere pe acel pod. În timp ce Will o aștepta pe mama sa în stația de autobuz el observă ca aceasta nu coboară la stația în care era acesta, și realizează ca ea a rămas fără timp (deoarece aproape zilnic ea rămânea fără timpul necesar pentru a plăti călătoria și șoferul nu a dorit să o păsuiască cu o jumătate de oră până ajungea la fiul ei). Will a început sa fugă pe jos spre mama sa, însă din nefericire în ultimul moment în care ei s-au întâlnit la o diferență de câteva secunde aceasta moare în brațele lui Will. După această întâmplare el se hotărăște să plece din ghetou prin zonele de timp spre New Greenwich. 

## Distribuția
- Amanda Seyfried – Sylvia Weis; în vârstă de 27 de ani
- Cillian Murphy – Timekeeper (adică cronometror/polițist) Raymond León; 60 de ani
- Olivia Wilde – Rachel Salas; 50 de ani
- Matt Bomer – Henry Hamilton; 105 ani
- Christiann Castellanos – Jasmine
- Alex Pettyfer – Fortis; 75 de ani
- La Monde Byrd – Minuteman Rado; 52 de ani
- Paul David Story – Minuteman Roth; 56 de ani
- Johnny Galecki – Borel; 29 de ani
- Vincent Kartheiser – Philippe Weis; 110 ani
- Rachel Roberts – Carrera; peste 100 de ani
- Ethan Peck – Constantin; 66 de ani
- Yaya DaCosta – Greta
- Sasha Pivovarova – Clara; 130 de ani
- Bella Heathcote – Michele Weis; 87 de ani
- Toby Hemingway – Timekeeper Kors; 42 de ani
- Jessica Parker Kennedy – Edouarda
- Collins Pennie – Timekeeper Jaeger; 36 de ani
- Christoph Sanders – Nixon
- Faye Kingslee – Timekeeper Jean; 31 de ani

## Vezi și
- „Căiește-te Arlechin!” spuse domnul Tic-Tac#Drepturi de autor
- 2011 în științifico-fantastic